# Staphylea tricornuta
Staphylea tricornuta là một loài thực vật có hoa trong họ Staphyleaceae. Loài này được (Lundell) S.L. Simmons miêu tả khoa học đầu tiên.